# سوت‌زن سینه‌زنگاری
سوت‌زن سینه‌زنگاری (نام علمی: Pachycephala fulvotincta)، که همچنین به عنوان سوت‌زن گندمگون شناخته می‌شود، گونه‌ای از پرندگان تیرهٔ سوت‌زنان (Pachycephalidae) است. این گونه بوم‌زاد اندونزی است، جایی که از شرق جاوه تا آلور و شمال تا جزایر سلایار را در بر می‌گیرد.
پنج زیرگونه شناخته‌شده دارد.